# Ebora Liberalitas Julia

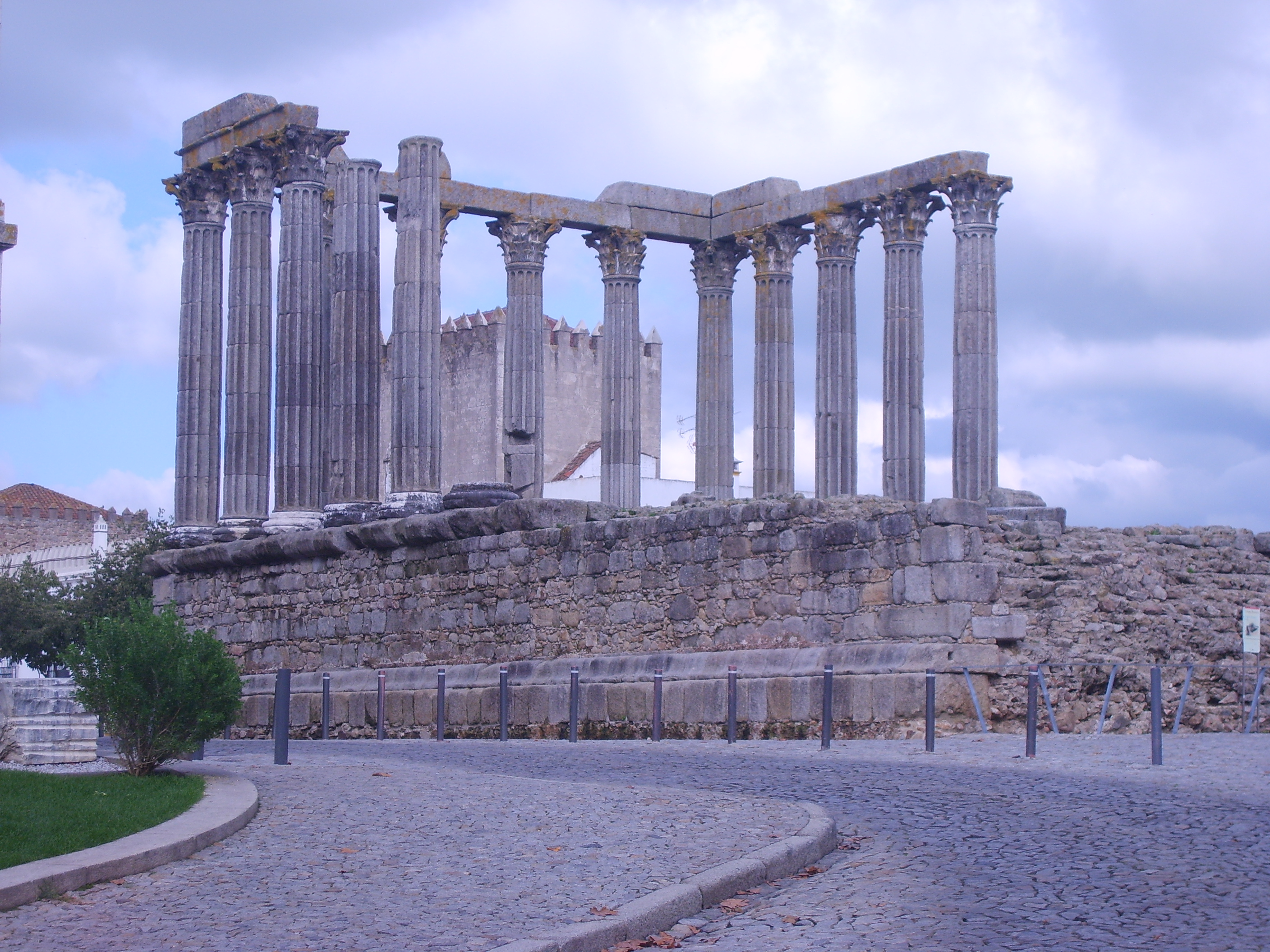
Die Ruine des Forumstempels in Évora. Offensichtlichstes Zeugnis der römischen Vergangenheit der Stadt.

Ebora Liberalitas Julia war ein römisches Municipium, aus dem die heutige portugiesische Distrikthauptstadt Évora in der Region Alentejo hervorging. Während der Namensbestandteil „Ebora“ auf eine keltiberische Höhenbefestigung im Bereich des späteren Municipiums oder in dessen Nähe deutet, stammen erste archäologische Zeugnisse für eine Besiedlung auf dem Gebiet des Municipiums erst vom Beginn der römischen Kaiserzeit. Évora lag in der römischen Provinz Lusitania. Von der römischen Geschichte Évoras zeugen noch heute die Ruinen des Forumstempels und Reste der spätantiken Stadtmauer. Zudem erbrachten in den letzten Jahrzehnten zahlreiche archäologische Untersuchungen weitere Erkenntnisse über das antike Évora. Nach der Einwanderung germanischer Gruppen am Ende der römischen Herrschaft auf der iberischen Halbinsel und der Errichtung einer westgotischen Vorherrschaft, sowie der Eroberung durch die Mauren scheint Évora durchgehend genutzt worden zu sein. Im Hoch- und Spätmittelalter erlangte Évora Bedeutung als Bischofssitz und Wahlstätte der portugiesischen Könige. Das historische Zentrum Évoras wurde 1986 in das UNESCO-Welterbe aufgenommen.

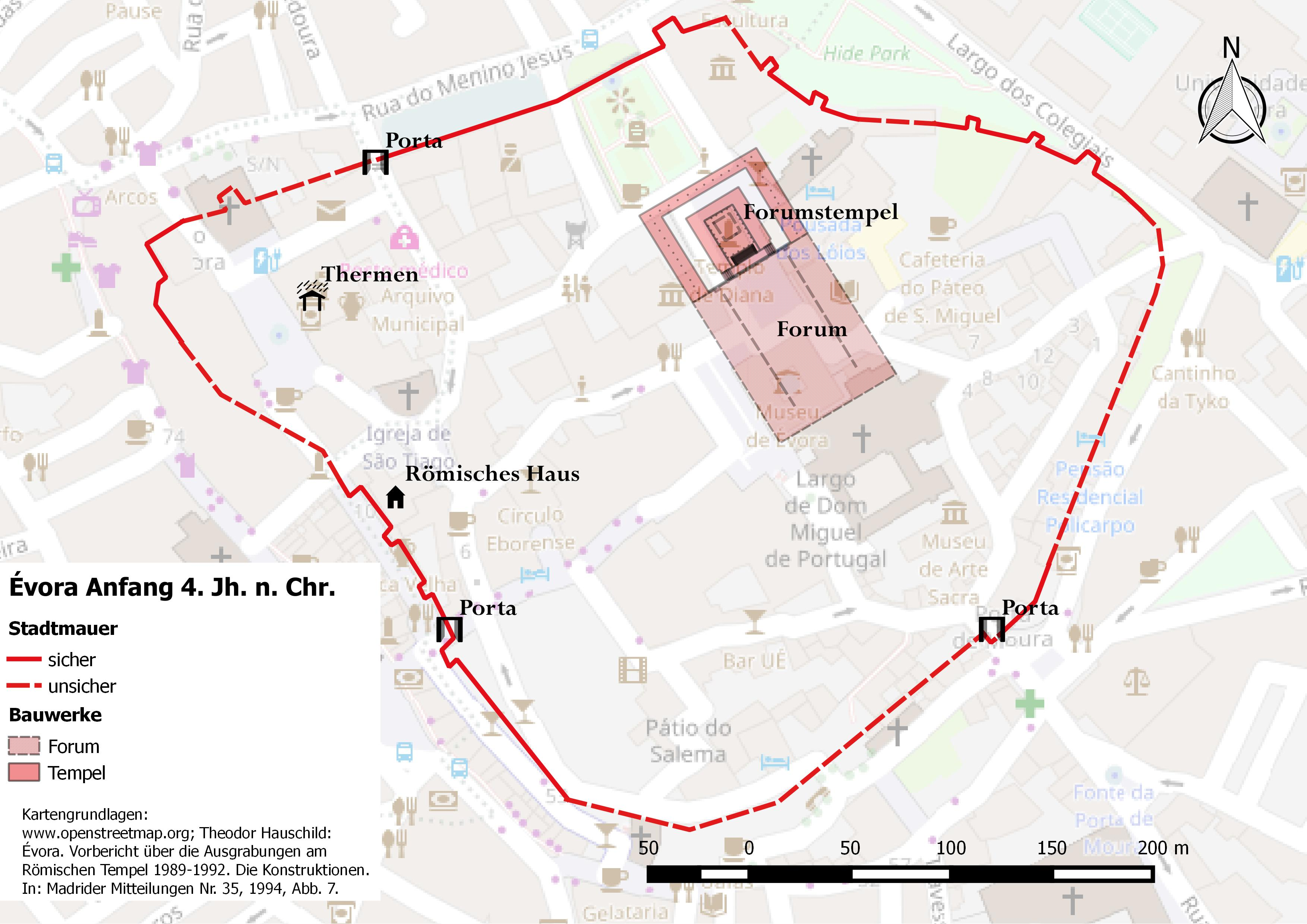
Plan des römischen Municipiums Ebora Liberalitas Iulia im 4. Jahrhundert n. Chr. im heutigen Évora.

## Lage
Das heutige Évora liegt in der Region Alentejo in Zentralportugal, im Distrikt Évora, ungefähr 110 km östlich von Lissabon. Das römische Municipium lag im Bereich der heutigen Altstadt auf einer Erhebung, die sich etwa 60 m über die umgebende Ebene des Alentejo und etwa 300 m über dem Meeresspiegel erhebt. Die Stadt wird im Osten von einem Zufluss des Flusses Sado umflossen. Das Forum und der römische Podiumstempel befinden sich im höchsten Bereich des Stadtberges in der Nähe der heutigen Kathedrale und auf dem Vorplatz des Palácio da Inquisição. Während der römischen Herrschaft bildete Évora einen Knotenpunkt im Straßennetz zwischen den wichtigen römischen Städten Augusta Emerita (Mérida), Felicitas Iulia Olisipo (Lissabon) und Pax Iulia.

## Forschungsgeschichte

### Anfänge
Von besonderer Bedeutung für die Erforschung der Geschichte Évoras ist die Untersuchung des Umfeldes der Tempelruine. Anfänge der Wahrnehmung der römischen Baureste als geschichtliche Zeugnisse liegen bereits im beginnenden 18. Jahrhundert. Ein Text von Padre M. Fialho aus dem Jahre 1702 ordnet den Tempel der Göttin Diana zu. Er stützt sich dabei offenbar auf ältere Quellen, die jedoch keine weitere Erwähnung finden. Als Grund für diese Annahme führte er eine von ihm vermutete Verbindung mit dem römischen Feldherrn Sertorius und dessen legendärer Verbundenheit zu Diana an.
In einem Reisebericht des englischen Architekten James Murphy aus dem Jahre 1789 wurde das erste Mal der Baubestand des Tempels genauer erwähnt. Murphy erkannte das Bauwerk schon damals als peripteralen Tempelbau. Auf diesen Zeichnungen fehlt allerdings das große Podium, auf dem der Tempel steht. 30 Jahre später wird dieses auf Zeichnungen von Carlos van Zellen sichtbar.

### Frühe Archäologie
1845 wurden unter der Leitung von Cunha Rivára, seinerzeit Direktor der Stadtbibliothek und Historiker, Ausgrabungen im sogenannten Atrium des Tempels durchgeführt. Dabei wurden Statuenfragmente und Bruchstücke einer Inschriftenbasis gefunden. Der Bericht dieser Ausgrabungen wurde allerdings erst 1990 von C. Fabião wiederentdeckt und 1994 in Auszügen vorgelegt. Ebenso wurden Inschriftenreste von einem Statuensockel vor dem Tempel durch Géza Alföldy ausgewertet. Weitere Grabung waren zu diesem Zeitpunkt jedoch nicht möglich.
Von besonderer Bedeutung sind fotografische Aufnahmen aus den 1870er Jahren, die den Tempel in seinem Zustand kurz nach der langjährigen Nutzung als Schlachthaus zeigen. Da auf diesen Bildern noch gut die aufgemauerten Wände zwischen den Säulen erkennbar sind, lassen sich daraus Schlüsse zur Baugeschichte ziehen.

### Moderne Archäologie
Im Jahre 1982 wurde durch die Lissabonner Außenstelle des Abteilung Madrid des Deutschen Archäologischen Instituts eine vollständige Bauaufnahme des Tempels begonnen. Dies geschah im Rahmen eines Programmes zur Erforschung antiker Städte und wurde im Rahmen jährlicher Kampagnen durchgeführt. Im selben Jahr erfolgte auch eine erste typologische Bestimmung des Tempels, basierend auf Untersuchungen von Antonio García y Bellido. Ziel dieser Untersuchungen war es, die Besonderheit des Bautyps von Tempeln auf der iberischen Halbinsel zu erforschen und den Zusammenhang zum römischen Stadtgebiet herzustellen.

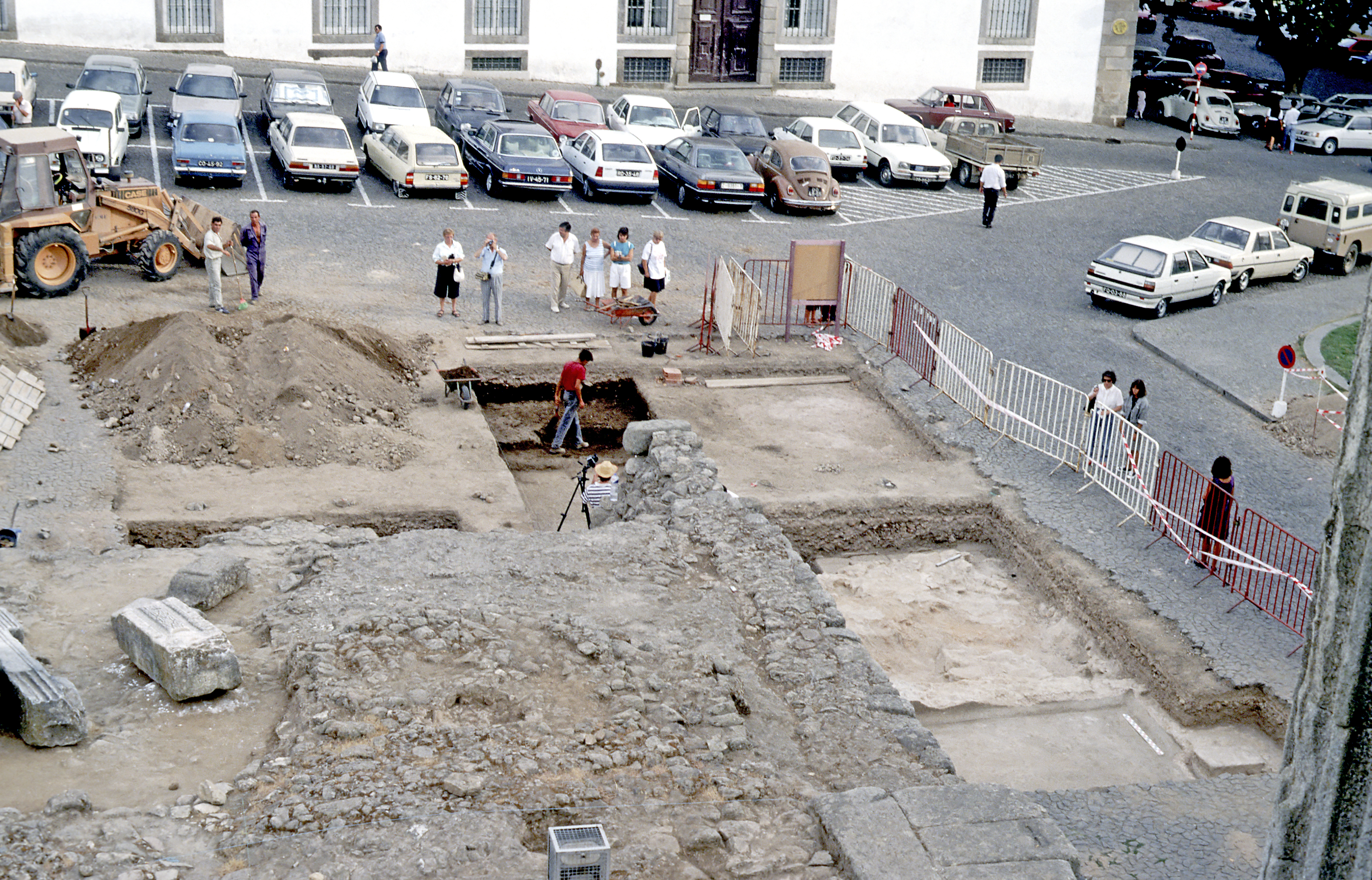
Grabungen vor der Tempelruine 1990.

Nach Beendigung der Bauaufnahme wurden insgesamt sieben Grabungen zwischen 1987 und 1995 vom Deutschen Archäologischen Institut, der Facultad de Arquitectura da Universidade Tecnica de Lisboa und dem Serviço Regional de Arqueologia Zona Sul unter der Leitung von Theodor Hauschild veranlasst. Anfangs deckte man große Flächen auf, allerdings wurde schnell ersichtlich, dass wegen rezenter Eingriffe (zum Beispiel elektrischer Kabel) ein Vorgehen in kleineren Grabungsabschnitten sinnvoller war. So war es möglich, Mauerverläufen in kleinen Abschnitten zu folgen und einen gesamten Grabungsplan zu erstellen.
1987 wurden Mauerreste quer vor dem Tempel gefunden. Bei systematischen Nachgrabungen zwischen 1990 und 1992 konnten so die ungefähren Ausmaße des Forumsplatzes erahnt werden. Bei Umbauten im Museum im Jahr 1993 gab es die Möglichkeit, einige Sondagen als Voruntersuchungen durchzuführen, die dann 1995 unter der Leitung von Ana Gonçalves bei weiteren Bauarbeiten im Museum ergänzt wurden. Die maßgebliche Aufarbeitung der Stratigraphie für Forum und Tempel sowie der zugehörigen Funde erfolgte durch Felix Teichner.
Bei früheren, kleiner angelegten archäologischen Untersuchungen im Zuge von Baumaßnahmen konnten südwestlich des früheren Forums Reste der öffentlichen Thermenanlagen aufgedeckt werden. Bei Untersuchungen im Südwesten der spätantiken Stadtmauer wurden zudem Reste der römischen Wohnbebauung entdeckt.
In den Jahren 2007 und 2009 fanden weitere baubegleitende Untersuchungen im weiteren Umfeld des ehemaligen Forums statt, deren Ergebnisse bislang unveröffentlicht blieben.

## Geschichte

### Vorgeschichte
Zahlreiche Menhire und Großsteingräber im Umland von Évora weisen auf eine Besiedlung des Gebietes bereits in der Jungsteinzeit hin, so etwa die Megalithgräber des Vale de Rodrigo. Der keltisch geprägte Name „Ebora“, der sich auch an anderen Stellen der iberischen Halbinsel findet, deutet auf eine vorrömische Höhensiedlung im Bereich des späteren Municipiums. Archäologische Beweise für eine vorrömische Besiedlung des Stadtberges konnten aber bislang nicht erbracht werden.

### Römische Republik und Kaiserzeit

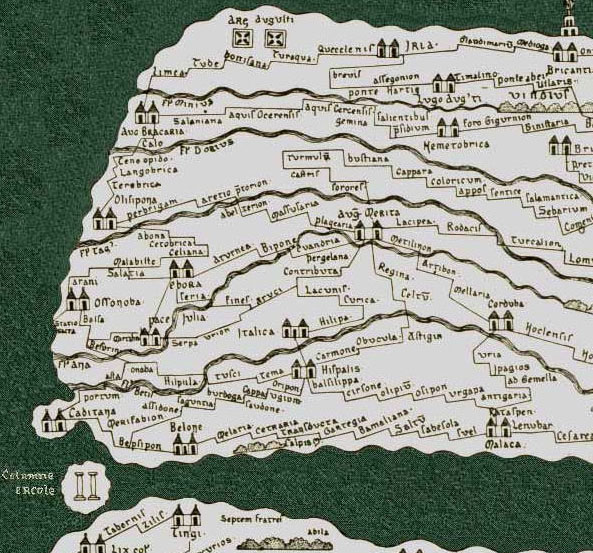
„Ebora“ in einer Rekonstruktion der Tabula Peutingeriana.

Die frühen römischen Aktivitäten auf der iberischen Halbinsel beschränkten sich auf die zuvor teilweise von Griechen und Puniern besiedelten Gebiete entlang der Süd- und Ostküste. Das Gebiet des heutigen Alentejo geriet wohl erst um die Mitte des 2. Jahrhunderts v. Chr. unter römische Kontrolle.
Der Namenszusatz „Iulia“ im römischen Namen Évoras wurde als Anlass genommen, die Entstehung des Municipiums mit den Juliern, ihrem Vertreter Gaius Iulius Caesar und dessen Sieg im Jahre 45 v. Chr. über seinen Widersacher Gnaeus Pompeius Magnus in Verbindung zu bringen. Da deutliche Spuren von umfangreichen Infrastrukturmaßnahmen aus dieser Zeit aber auch im Umland fehlen, gilt es als wahrscheinlicher, dass Évora erst nach der endgültigen Befriedung der iberischen Halbinsel unter Octavian 36 v. Chr. zum Municipium erhoben wurde. Der Namenszusatz „Liberalitas Iulia“ ist in diesem Zusammenhang als ein Hinweis auf den Frieden zu interpretieren. Eine erste Erwähnung des Namens des Municipiums findet sich in einer Städteliste der Hispania in der Historia Naturalis Plinius des Älteren (entstanden um 77 n. Chr.).
Die ursprüngliche Stadtanlage war vermutlich rasterartig angelegt. Von den stadttypischen, öffentlichen Bauten aus dieser Zeit konnten bislang nur das Forum und der zugehörige Tempel sowie eine Thermenanlage eindeutig nachgewiesen werden. Andere anzunehmende Bauten, wie zum Beispiel ein Amphitheater, Aquädukt oder eine erste Stadtmauer, wurden bislang nicht gefunden. Zudem verfügte Évora wohl schon früh über eine Münzstätte. Für die Folgezeit sind in Evora und Umgebung verschiedene bedeutende Familien der römischen Aristokratie nachweisbar, so zum Beispiel die Iulii, Calpurnii, Canidia und die Catinia.

### Spätantike

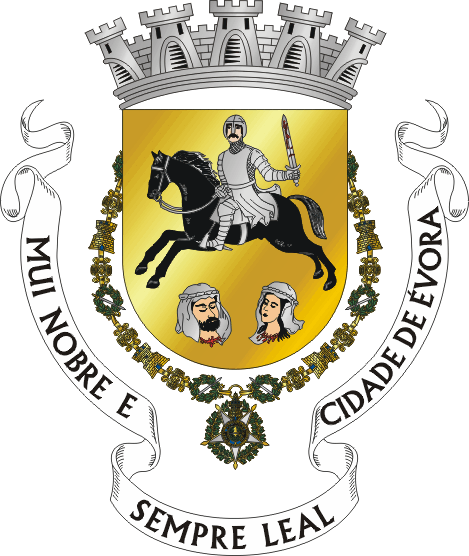
Das heutige Stadtwappen Évoras.

Ende des 3. bzw. Anfang des 4. Jahrhunderts n. Chr. ist wie in vielen anderen Städten der römischen Westprovinzen dieser Zeit eine Verkleinerung des Stadtgebietes anzunehmen. Wohl im Zusammenhang mit Einfällen germanischer Gruppen in das römische Reich und einem erhöhten Sicherheitsbedürfnis zog man sich auf ein kleineres Areal des besser zu verteidigenden Stadtberges zurück. Vormalige Wohnbauten wurden mit einer massiven Stadtmauer überbaut, wobei auch Grabmäler aus den teilweise abgeräumten Nekropolen verwendet wurden. Anfang des 4. Jahrhunderts n. Chr. ist auch eine christliche Gemeinde in Évora nachweisbar, deren Bischof Qintiano am ersten Konzil der Hispania zwischen 300 und 309 teilnahm.

### Mittelalter
Der Fund westgotisch geprägter Baureste, wie zum Beispiel eines entsprechenden Kapitells auf dem Gelände des Forums, zeigen, dass das Municipium auch nach dem Ende der römischen Herrschaft unter den Westgoten weiter genutzt wurde. Umfangreiche Funde maurischer Keramik aus dem ehemaligen Tempel und dem Forum belegen eine weitere Besiedlung der Stadt nach der Eroberung durch die Mauren.
Besondere Bedeutung erlangte Évora nach der Eroberung der Stadt durch christliche Truppen unter dem legendären Heerführer Geraldo sem Pavor 1165 im Zuge der Reconquista. Diese Begebenheit bildet noch heute das Wappenbild der Stadt. Nach der christlichen Eroberung war Évora Wahlstadt der portugiesischen Könige, Bischofssitz und Zeitweise Sitz des Ritterordens von Avis. Die gotische Kathedrale zeugt noch heute von dieser Epoche der Stadtgeschichte. Nach der zeitweisen Besetzung durch die Spanier erlangte Évora in der frühen Neuzeit erneut Bedeutung durch die Einrichtung einer Universität. 1986 wurde die Altstadt Évoras Teil des UNESCO-Weltkulturerbes.

## Römische Bauten

### Römisches Forum

#### Forumstempel

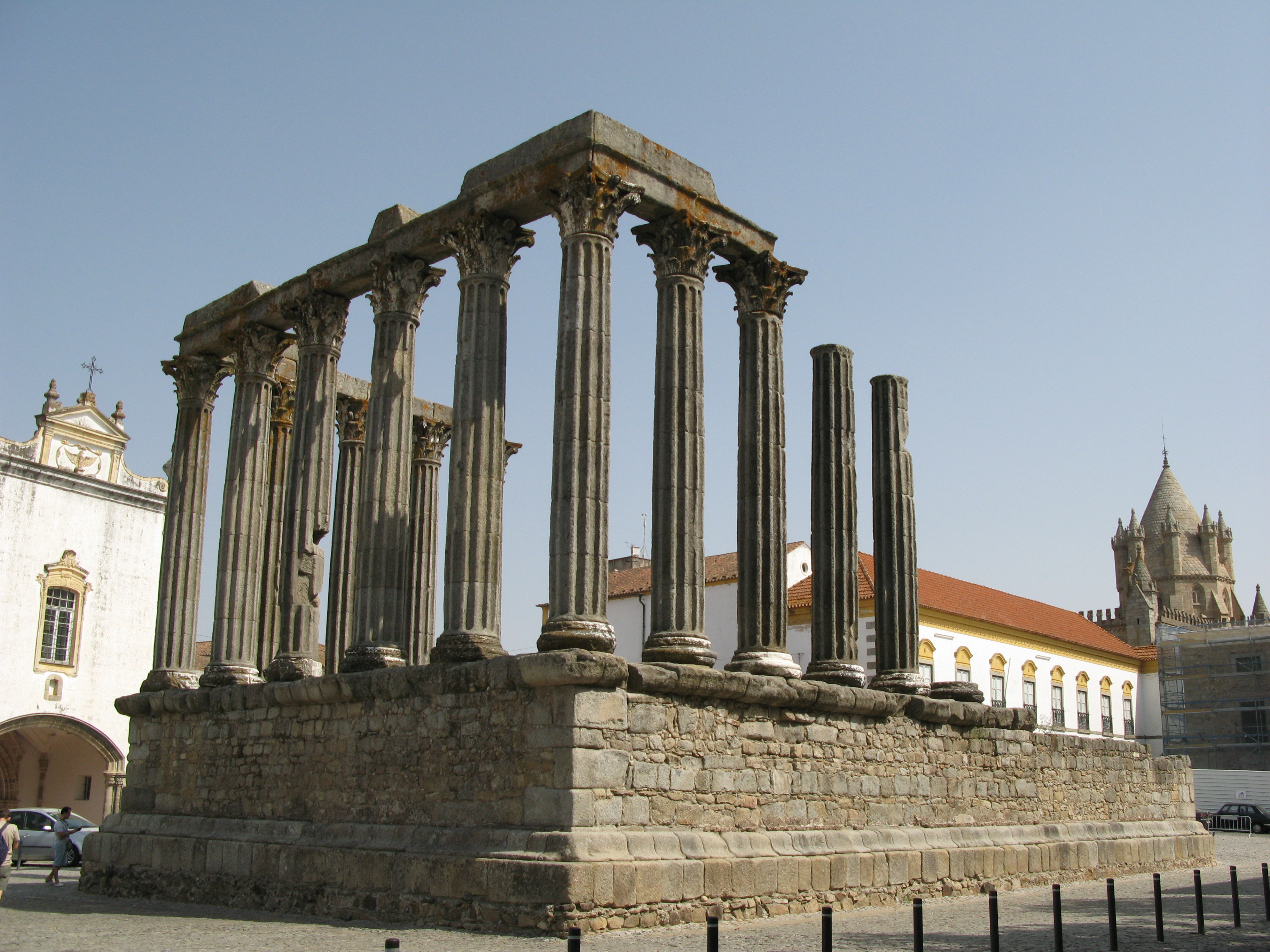
Die Ruine des römischen Forumstempel in Évora.

Der Forumstempel schloss unmittelbar an das antike Forum und das Zentrum des römischen Évora an und bildet das offensichtlichste baugeschichtliche Zeugnis der römischen Vergangenheit Évoras. Der Tempelbezirk bestand aus einem Podiumstempel, der im Nordwesten, Südwesten und Nordosten von einem Wasserbecken umgeben wurde. Beides war von einem auf drei Seiten von einer Porticus umschlossenen Hof eingefasst.
Eine Zuordnung des gemeinhin als „Dianatempel“ bezeichneten Tempels zur Göttin Diana ist weder historisch noch archäologisch nachweisbar. Wahrscheinlicher ist, dass der Tempel dem römischen Kaiserkult diente. Der Tempel, von dem sich bis heute große Teile des Podiums und 14 der insgesamt wohl 28 umgebenden Säulen sowie Teile des Architravs und Frieses erhalten haben, befand sich auf einer Geländeterrasse im Zentrum des römischen Municipiums. Bei dem eigentlichen Tempelbau handelte es sich um einen Podiumstempel mit von Säulen umgebener Cella. Vermutlich entstand der Tempel, der an vielen Stellen Ähnlichkeiten zum Dianatempel der Provinzhauptstadt Augusta Emerita aufweist, im zweiten Drittel des 1. Jahrhunderts n. Chr. Die Anfänge der Tempelanlage liegen aber wahrscheinlich bereits in augusteischer Zeit.

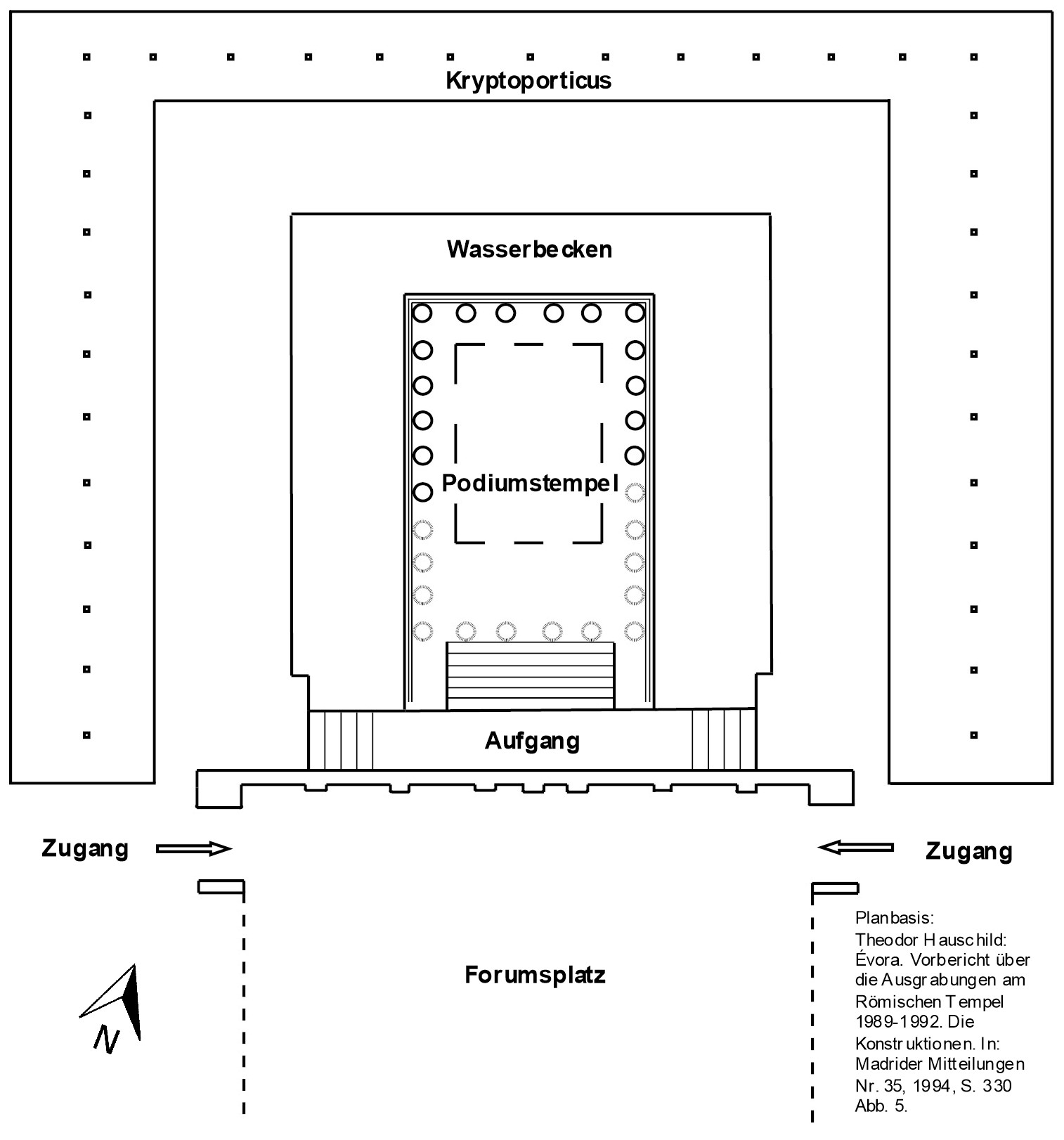
Grundriss des Forumstempels

Die Basis des Tempels bildete ein Podium aus massivem opus caementicium mit über 3,50 m Höhe, das mit Granitquadern eingefasst war und mit seinem Fundament unmittelbar auf dem anstehenden Boden aufsaß. Die Abmessungen betragen etwa 15 mal 25 m. Das Podium besaß einen Marmor imitierenden Verputz zwischen den abschließenden Kymatia, der die Wände aus opus incertum verdeckte. An der Tempelfront führten zwischen dem Tempelpodest und einer gegen das Forum abschließenden und durch Pilaster gegliederten Stützmauer aus südwestlicher und nordöstlicher Richtung Treppen auf das Niveau der frontalen Haupttreppe des eigentlichen Tempels. Die Cella des Tempels war mit 28 Säulen mit korinthischen Kapitellen umgeben. Es handelte sich bei dem Tempel um einen Peripteros. Basen und Kapitelle der Säulen waren aus weißem Marmor gefertigt.
Das Tempelpodium war von einem Wasserbecken umgeben, das im Nordwesten eine Breite von 3,78 m und im Südwesten von 4,30 m aufwies. Im Südosten schlossen die beiden Enden des Beckens an den Zugangstreppen ab. Wände und Boden des Beckens bestanden aus opus signinum. Die Einfassung des Beckens war mindestens 1,20 m hoch und zwischen 0,60 und 0,90 m stark. Das Becken wurde in einem späteren Bauabschnitt dem bereits bestehenden Tempelpodium angebaut, wie Erdanhaftungen am Podium beweisen.
Tempel und Becken umgab ein Hof, der im Südosten von der Stützmauer des Forums begrenzt wurde. Die anderen drei Seiten wurden von einer säulengestützten Kryptoporticus eingefasst. In der Nordecke der Kryptoporticus wurden im Zuge der Ausgrabungen die Reste eines Abwasserkanals entdeckt. Dieser diente vermutlich der Wasserableitung aus dem Wasserbecken.
Der Forumstempel von Évora weist drei Besonderheiten gegenüber anderen römischen Podiumstempeln der iberischen Halbinsel auf. So ist die von den Seiten heraufgeführte Zugangssituation auf das Tempelpodium ungewöhnlich, da bei den meisten römischen Podiumstempeln eine frontale Treppe den Aufgang bildet. Seitlich angeführte Treppen sind zum Beispiel vom Dioskurentempel in Rom bekannt. Zudem stellt das den Tempel umgebende Wasserbecken auf der iberischen Halbinsel einen Sonderfall dar. Parallelen sind beispielsweise vom Kapitoltempel in Luni bekannt. Auch die 28 die Cella umgebenden Säulen bilden eine Ausnahme. Bei den meisten römischen Podiumstempeln wurden die Säulen an den Seiten beziehungsweise auf der Rückseite der Cella nur als in die Wand integrierte Halbsäulen ausgeführt. Parallelen zu Évora sind auch hier beim Dianatempel in Mérida zu sehen oder dem Minervatempel in Rom. Ein Beispiel für einen „typischen“ römischen Podiumstempel bildet die Maison Carrée in Nîmes.

#### Forumsplatz
Der Forumsplatz schließt südöstlich direkt an den Bezirk des Forumstempels an. Dabei handelt es sich um einen langrechteckigen Platz mit etwa 70,6 m Ausdehnung in der Länge und etwa 35,5 m in der Breite. Die westliche Begrenzung des Forumsplatzes bildet eine Quaderlage mit einer breiten Toröffnung. Diese bildete vermutlich einen direkten Zugang zur Straße. Die Stärke der Mauern im Durchgangsbereich lässt einen gewölbten Durchgangsbogen erahnen. Bei der Quaderlage ist von einer Basisschicht für weiter aufgehende Bauten auszugehen. Angelehnt an andere römische Forumsanlagen handelte es sich dabei wahrscheinlich um Porticūs, die den südwestlichen und nordöstlichen Abschluss des Platzes bildeten.
Bei den Untersuchungen der 1990er Jahre unter dem heutigen Museum wurden ein ionisches Kapitell und Reste einer Säulentrommel sowie Fundamentreste römischer Zeit gefunden. Anzunehmen ist, dass in diesem Bereich beziehungsweise im Bereich der anschließenden gotischen Kathedrale des 13. Jahrhunderts eine Porticus oder eine Basilika den südöstlichen Abschluss der Forumsanlage bildete. Als Beispiele derartig angelegter Forumsanlagen können die Foren von Nyon und Augusta Raurica (Kaiseraugst) gelten.
Der Boden des Platzes war mit Marmorplatten ausgelegt, deren Ausrichtung der des Tempels entsprach. Lediglich die Abdrücke der Platten in dem darunter befindlichen Estrich sind noch erhalten. Abgesehen von einem Bruchstück, das in situ gefunden wurde, sind von dem Bodenbelag nur noch Marmorstücke erhalten, die wohl zum Ausgleich der Platten dienten. Es ist davon auszugehen, dass die Marmorplatten später entfernt und anderweitig genutzt wurden. Anhand der Keramikfunde unter dem Estrich konnte der Bauhorizont in die frühflavische Zeit datiert werden. Von besonderer Bedeutung für die Datierung der Platzanlage ist der Fund einer Münze aus den Jahren 41/42 n. Chr. unter dem Estrich, die als Terminus post quem für den Ausbau des Platzes gelten kann.
Rechteckige Einarbeitungen im Estrich des Forumsplatzes lassen vermuten, dass vor der Abschlussmauer zum Tempel Statuen standen. Darauf weisen auch Fragmente der Inschriftenbasis einer übergroßen Statue hin, die im Bereich des Tempels im 19. Jahrhundert gefunden wurden. Die südliche Ecke des Platzes lässt sich anhand von Resten einer römischen Mauer ermitteln, die derzeit teilweise unter dem Museum verläuft.

#### Fundmaterial

Mittelalterliche Gräber im Bereich des Forumsplatzes von Evora.

Aus der Frühzeit des Municipiums entdeckte man überwiegend frühkaiserzeitliche Keramik und Statuenfragmente. Darunter befanden sich Keramikinventare aus südgallischer Terra Sigillata sowie dünnwandige Keramik mit Firnisüberzug (Paredes Finas). Weiterhin legte man Fragmente großer Vorratsamphoren und einige Münzen frei. Ein Brief aus dem 19. Jahrhundert erwähnt einen großen Marmorsockel mit Inschriftenresten. Vermutlich stand dieser lange Zeit auf dem Tempelpodium. Laut Alföldy ist der Tempel nach dieser Inschrift dem Kaiserkult geweiht. Nach der Bergung und Reinigung des Sockels wurde er im nahen Museum aufgestellt.
Für den Terminus post quem des erneuerten Forumsplatzes lassen sich Funde von südgallischer Sigillata, Paredes Finas und Amphoren anführen, die unter dem Estrich des Forumsplatzes überwiegend gefunden wurden. Durch eine Münze des Kaisers Claudius, die kaum Gebrauchsspuren aufweist, konnte die Umbauphase des Forumsplatzes relativ genau datiert werden. Die Münze stammt aus dem Jahr 41/42 n. Chr., demzufolge der Platz vermutlich kurz darauf mit Estrich und Marmorplatten ausgekleidet wurde.
Besonders zu erwähnen ist ein westgotisches Kapitell, das auf dem Estrich vor dem Tempel geborgen werden konnte. Dieser Fund spricht für eine kontinuierliche sakrale Nutzung des Tempel- und Forumsbereiches.
Weiterhin existieren hauptsächlich Funde aus islamischer Zeit und dem Hoch- und Spätmittelalter. Hierbei handelt es sich überwiegend um übliche Siedlungskeramik und Alltagsgegenstände. Aus islamischer Zeit sind vor allem Schalen, Becher, Krüge und größere Vorratsgefäße zerscherbt erhalten. Einige der Keramikscherben weisen eine gelbliche Bleiglasur und schwarze Schlierenbemalung auf. Arabische Münzen, die im selben Horizont gefunden wurden, weisen die Keramik endgültig als in die islamische Zeit gehörend aus. Einige Teile von Waffengürteln und Fragmente handgemachter Keramik datieren in die westgotische Zeit. Auch gab es aus hoch- und spätmittelalterlicher Zeit einige Münzen, die tiefere Einsicht in die Entwicklung der Stadt geben. Vor der heutigen Biblioteca Pública de Évora konnte eine Grabinschrift auf einer Marmorplatte geborgen werden. Diese in gotischen Lettern verfasste Inschrift besagt etwa: „An den 9. Kalenden des Novembers im Jahre 1289 verstarb Fernamdus Collus“.
In einigen mittelalterlichen Gräbern befanden sich neben Eisensporen mit Bronzeverschlüssen noch weitere Trachtbestandteile. Einige Bronzeknöpfe zeigten ein lotusbekröntes griechisches Kreuz, das zu den Symbolen des Avis- und Calatrava-Ordens gehörte. Diese Ritterorden dienten nach der christlichen Rückeroberung Évoras als Milícia de Évora dem Schutz der Stadt. Anthropologische Untersuchungen der Skelette ergaben, dass es bei vielen Bestatteten Veränderungen im Hüftbereich gab, die von häufigen Aufenthalten im Sattel zeugen.

#### Weitere Nutzung

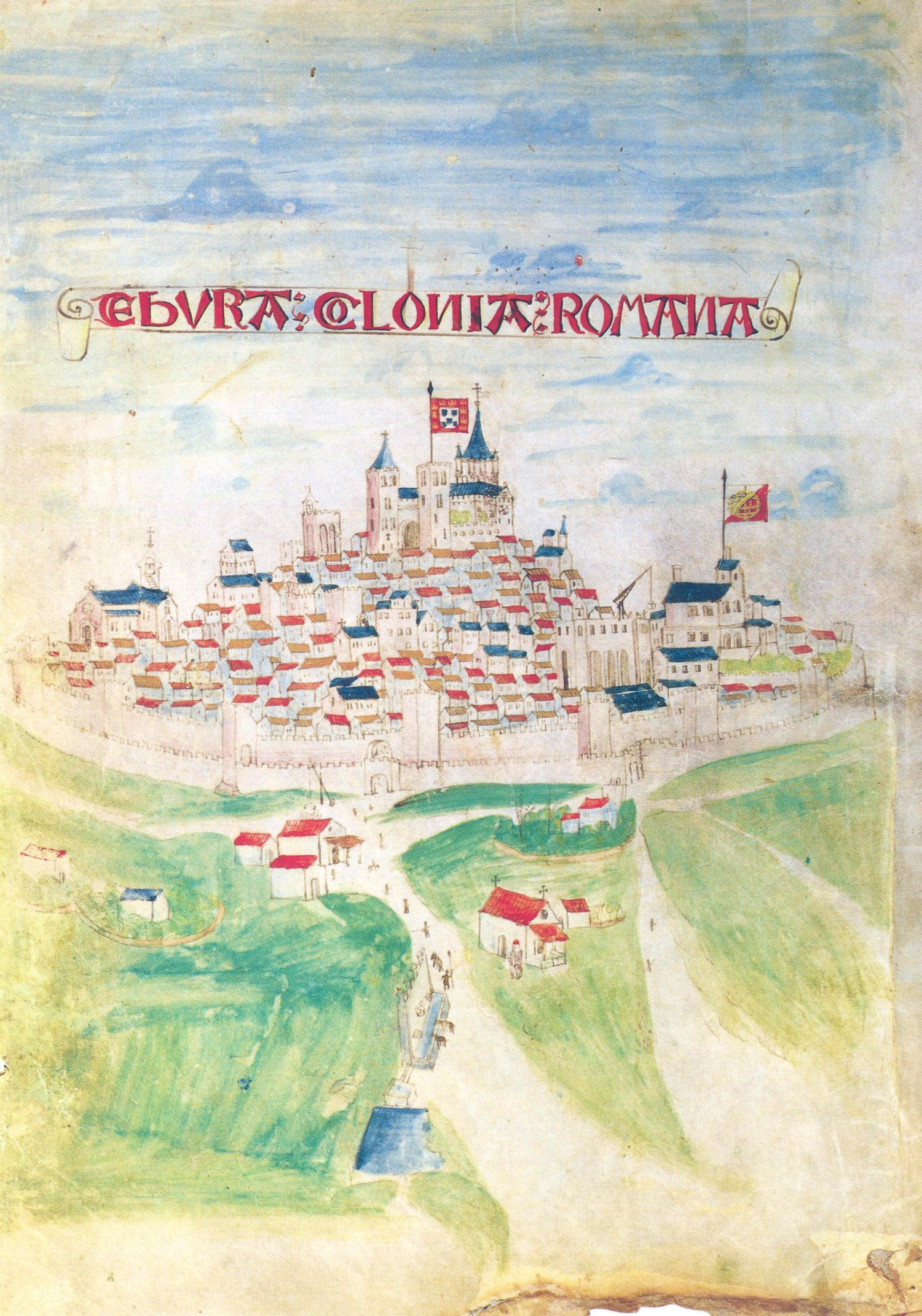
Évora in einer Darstellung vom Beginn des 16. Jahrhunderts. Erkennbar sind im oberen Bildteil links neben der Kathedrale das den früheren Forumstempel einbeziehende Gebäude sowie Türme des inneren Stadtmauerberings, der auf der römischen Stadtmauer fußt.

In nachrömischer Zeit wurde der Tempel auf viele Arten weiter genutzt und hat so auch einige Umbauphasen durchlaufen. Dank der Fotografien aus dem 19. Jahrhundert konnte nachgewiesen werden, dass das Gebäude im nördlichen Bereich turmartig ausgebaut war. Ebenso waren die Freiräume zwischen den Säulen durch starke Mauern geschlossen. Wann genau diese Umbauten stattgefunden haben, lässt sich derzeit nur schwierig nachweisen. Einem Dokument aus dem 14. Jahrhundert ist zu entnehmen, dass der Tempel als Schlachthaus genutzt wurde. Zusätzlich gibt es aus dem 15. Jahrhundert eine Abbildung, die den Tempel als zinnenbewährtes Gebäude zeigt. Offenbar wurden die meisten Umbauarbeiten also im 14. bis 15. Jahrhundert durchgeführt. Seit 1873 befindet sich der Tempel wieder im Zustand der Ruine.
Aus maurischer Zeit wurde im Bereich des Forumsplatzes unter einer jüngeren Trockenmauer ein Silo gefunden. Das Einstiegsloch befindet sich anders als die mittelalterlichen Vorratsgruben nur wenig über dem römischen Estrich und zeigt auf dieser Höhe den arabischen Laufhorizont. Außerdem kann angenommen werden, dass die römische Kryptoportikusanlage auch in arabischer Zeit noch genutzt wurde. Bei Ausgrabungen an der Nordostecke des Forumsplatzes konnte erstmals im Bereich der vormals islamischen, später christlichen Burg Castelo Velho gegraben werden.
Ebenfalls wurden im Innenhof des ehemaligen Bischofspalastes Nachweise für eine maurische Wohnbebauung (barrio islámico) entdeckt. Für diese Bauten wurde zum Teil Material des römischen Forums verwendet. Die Wohnräume dieser Gebäude waren um einen zentralen Innenhof angelegt, wobei die aufeinandertreffenden Wandfluchten keine rechten Winkel bildeten. Zu diesem Befund gehörte auch eine Latrine, sowie Teile des mit Schieferplatten ausgelegten Weges und eine in den Fels gehauene Zisterne. In den Wohnräumen war ein Ziegelboden verlegt.
Mittelalterliche Gräber unter dem Forumsplatz zeigen, dass sich in unmittelbarer Nähe auch zu dieser Zeit ein sakraler Bezirk befunden haben muss. Unter den Bestatteten befanden sich auch Ritter des Avis-Ordens, die in Sarkophagen aus Bruchstein und wiederverwendeten Ziegeln bestattet waren. Der Avis-Orden war eine militärische Glaubensgemeinschaft, deren Domizil nordöstlich des römischen Forums in der Burg Castelo Velho anzunehmen ist. Tatsächlich wurde südlich des Forumsplatzes 1186 eine Kathedrale errichtet. Dieser eindrucksvolle gotische Bau unterstreicht den Wert der Stadt Évora im Mittelalter. Zwischen den mittelalterlichen Gräbern wurden zwei abweichende Gräber gefunden, die eine andere Ausrichtung besaßen. Anders als in den offenbar jüngeren Gräbern lagen die Bestatteten hier in einer Hocklage. Einige arabische Münzen in den Gräbern weisen darauf hin, dass diese Gräber in die islamische Zeit datieren.
Verfärbungen im Estrich des Forums weisen auf später eingegrabene Vorratsgruben hin. In einigen wurden Funde aus hochmittelalterlicher Zeit geborgen. Im Zusammenhang mit der Nutzung des Tempels als Schlachthaus liegt es nahe, dass der ehemalige Forumsplatz im 14. und 15. Jahrhundert als Marktplatz fungierte. Da über dem Estrich des Forumsplatzes kaum Funde aus islamischer oder westgotischer Zeit entdeckt wurden, ist davon auszugehen, dass der Platz bis dahin kaum aufgeschüttet wurde und auch weiter als Platz diente.
Im 17. Jahrhundert wurde westlich des römischen Tempels der Inquisitionspalast errichtet, der den Tempel an seiner Ostseite im ersten Stock mit einbezog. Derzeit befinden sich Räumlichkeiten der Universität Évora in den erhaltenen Teilen des Inquisitionspalastes. Das Museum befindet sich im ehemaligen Bischofspalast, dem Paço do Arcebispo, der in seiner heutigen Form unter Bischof Dom José de Melo in der ersten Hälfte des 17. Jahrhunderts vollendet wurde. Der Palast wurde auf einem Friedhof errichtet, der wohl der Kathedrale des 12. Jahrhunderts angehörte.

### Thermen
Ein Teil der römischen Thermen ist im Keller des heutigen Rathauses zu verorten. Sie befinden sich etwa 100 m westlich des Forumsplatzes und etwa 10 m unter dessen Niveau. Heute sind etwa 250 m² des ursprünglichen Gebäudekomplexes erfasst. Die erhaltenen Grundrisse der Räumlichkeiten lassen auf eine Nord-Süd-Ausrichtung des Gebäudes schließen.
Unter anderem erhalten ist das Laconicum. Dieser runde Raum mit einem Durchmesser von 9 m besitzt vier halbrunde apsidiale Anbauten für heiße Bäder und Dampfbäder. Im Zentrum des Raumes befindet sich ein rundes Bassin mit einem Durchmesser von 5 m, das über drei Stufen betreten werden konnte, die in den Boden eingelassen sind. Für die Wände des Laconicums wurden zwei unterschiedliche Mauerbauweisen angewandt. Vom Fundament ausgehend bis zur Höhe des damaligen Fußbodens wurde hitzebeständiges Opus incertum zum Bau des Hypokaustums verwendet. Für das vom damaligen Fußboden aufgehende Mauerwerk wurde Opus latericium verwendet. Das zentrale Becken war vermutlich wandseitig mit Marmorplatten ausgekleidet und der Boden mit Opus signinum versiegelt.

### Römische Stadtmauer

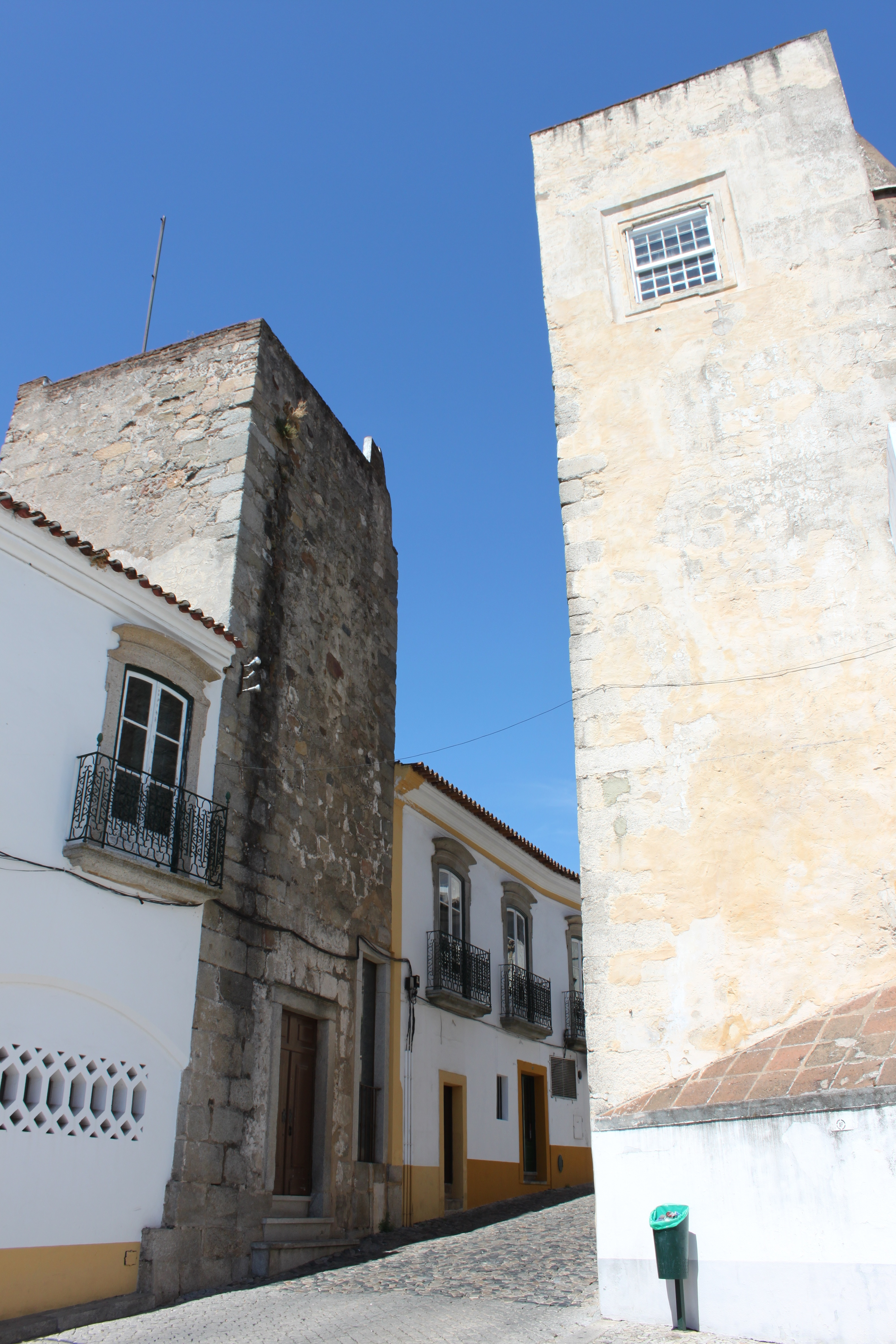
Die Portas de Mouro ruht auf den Fundamenten eines römischen Stadttores.

Die Ursprünge der inneren, in ihrem Kern wohl spätantiken römischen Stadtmauer Évoras liegen wohl im ausgehenden 3. oder beginnenden 4. Jahrhundert n. Chr. In dieser Zeit kam es in Évora durch den Rückzug von Teilen der Bevölkerung aufs Land, wie auch bei vielen anderen römischen Städten der westlichen Provinzen, zu einer Schrumpfung des Stadtgebietes. Dies wird an der Überbauung von Teilen der vormaligen römischen Wohngebäude durch die Mauer im Südwesten des Municipiums an der heutigen Rua de Burgos deutlich. Raubzüge germanischer Gentile auf römischem Gebiet führten wohl zu einem erhöhten Sicherheitsbedürfnis und dem Bau von Verteidigungsanlagen.
Die unteren Teile der noch heute in Teilen erhaltenen Mauer bestanden aus Opus quadratum, aus behauenen Granitquadern. Die Kantenlänge einiger noch heute erkennbarer, quadratischer Turmfundamente entspricht mit 4,5 m Länge dem Zehnfachen eines römischen Cubitus. Auch Teile der verwendeten Granitquader entsprechen in ihrer Höhe einem Cubitus. Ein Ursprung in römischer Zeit liegt daher nahe. Die Mauer besaß eine Gesamtlänge zwischen 1,1 und 1,2 km und umfasste den zentralen Teil des Stadtberges. Die umbaute Fläche betrug etwa 10 ha und schloss wichtige öffentliche Gebäude, wie zum Beispiel das Forum und die Thermen ein.
Auch nach dem Zerfall des römischen Reiches und der Machtübernahme in der Region zuerst durch die Westgoten und nach 711 die Mauren bestand die Mauer wohl weiter. Im Jahre 913 wurde die bereits beschädigte Stadtmauer teilweise zerstört und 914 auf den verbliebenen Resten wieder aufgebaut. Im weiteren Verlauf des Mittelalters wurde die Mauer weiterhin als Stadtmauer beziehungsweise innere Stadtmauer genutzt und mehrmals angepasst und umgebaut.
Besonders gut sind Teile der ursprünglichen Mauer im Bereich der heutigen Rua do Colégio sichtbar, in dem die Mauer an einen Park angrenzt.

### Sonstige Bauten
Südwestlich des ehemaligen Forums wurden unter der spätantiken Stadtmauer die Reste eines römischen Wohngebäudes sowie Teile des ursprünglichen Straßensystems gefunden. Daraus wurde geschlossen, dass die ursprüngliche Ausdehnung des Municipiums größer war als der später von der Stadtmauer eingefasste Bereich. Zudem wurde auf Grund der Ausrichtung der Straßen eine ursprünglich rasterartige Anlage der Stadt angenommen.
Bei dem heute noch in weiten Teilen erhaltenen Aquädukt handelt es sich um einen Neubau des 16. Jahrhunderts unter Johann III. von Portugal. Reste eines Aquädukts aus römischer Zeit sind nicht erhalten, werden in Beschreibungen des 18. Jahrhunderts aber wohl noch genannt. Bauten mit hohem Wasserbedarf aus römischer Zeit (Thermen, Wasserbecken des Tempels) machen das Vorhandensein eines antiken Aquädukts, das diese Bauten mit Wasser versorgte, aber wahrscheinlich.
Weitere für ein römisches Municipium typische öffentliche Bauten wie zum Beispiel ein Theater oder Amphitheater werden vermutet. Derartige Bauten konnten aber bislang in Évora nicht nachgewiesen werden. Lediglich der Rest einer Inschrift könnte auf das Vorhandensein und die mögliche Lage eines antiken Theaters in Évora hinweisen.
Reste eines dorischen Frieses, die sich im heutigen Museum befinden, wurden in der Vergangenheit zum Anlass genommen, einen weiteren Tempel in Évora zu vermuten.

## Bilder

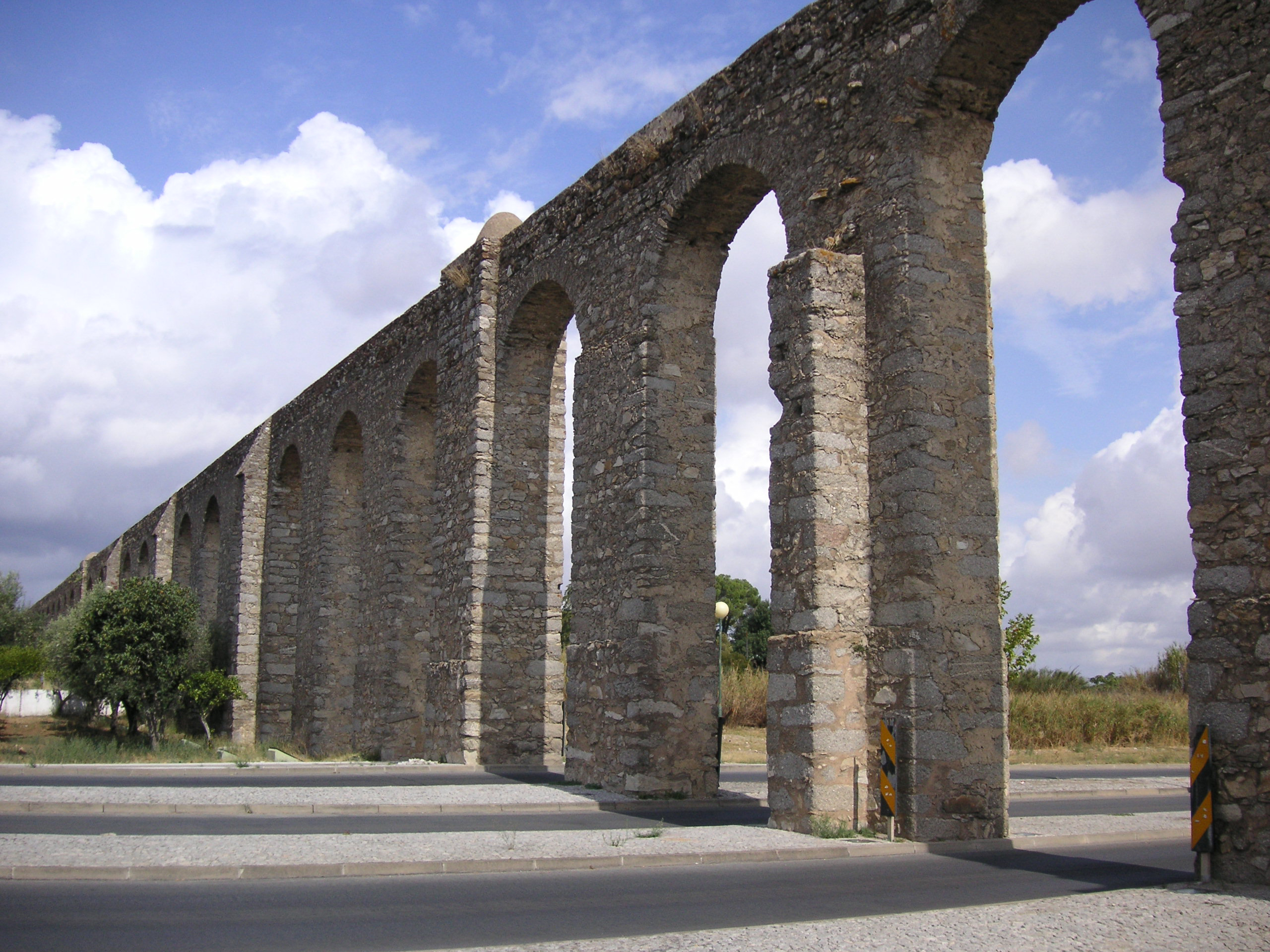
Frühneuzeitliches Aquädukt in Évora.
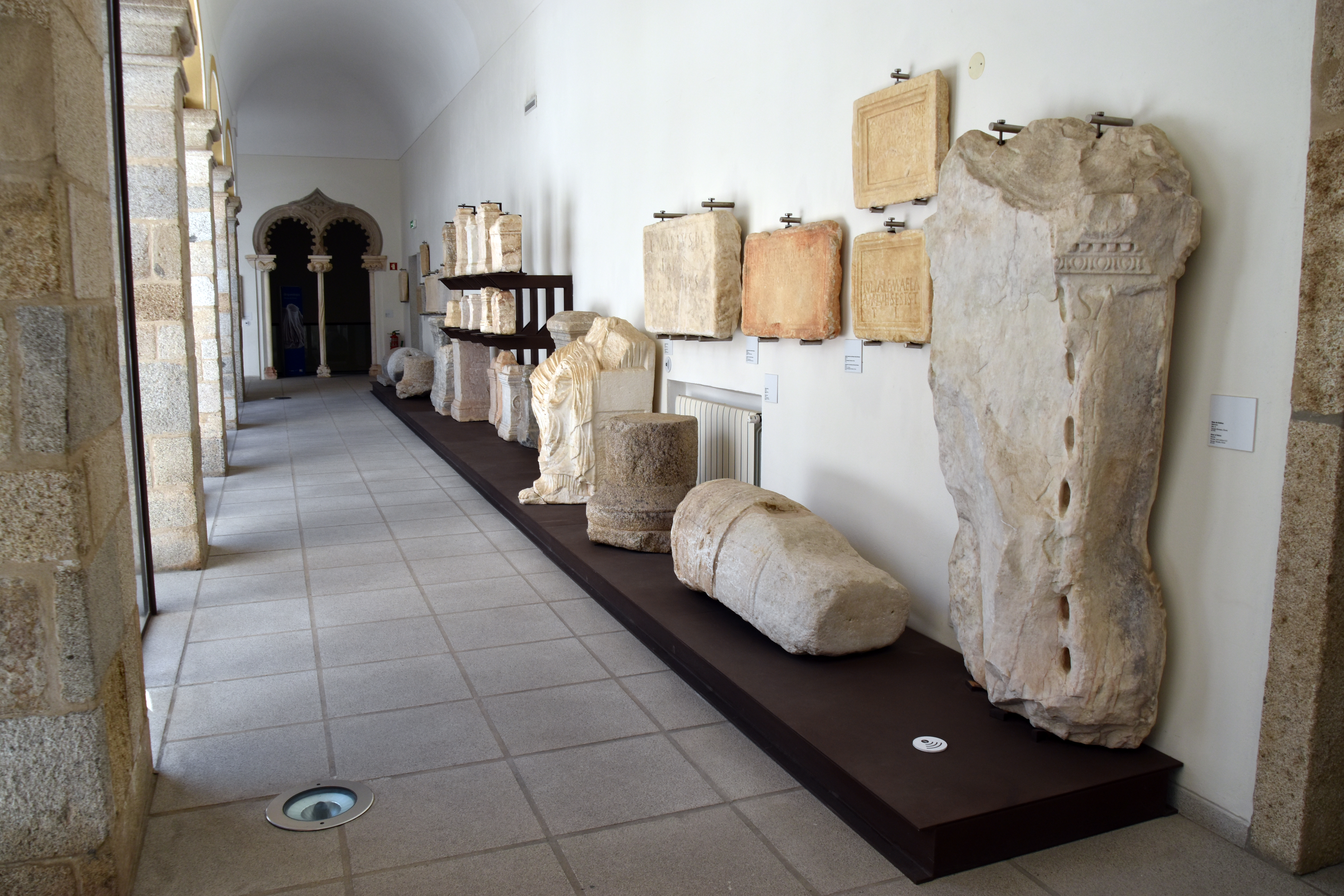
Römische Inschriften und Bauelemente im Museum von Évora.
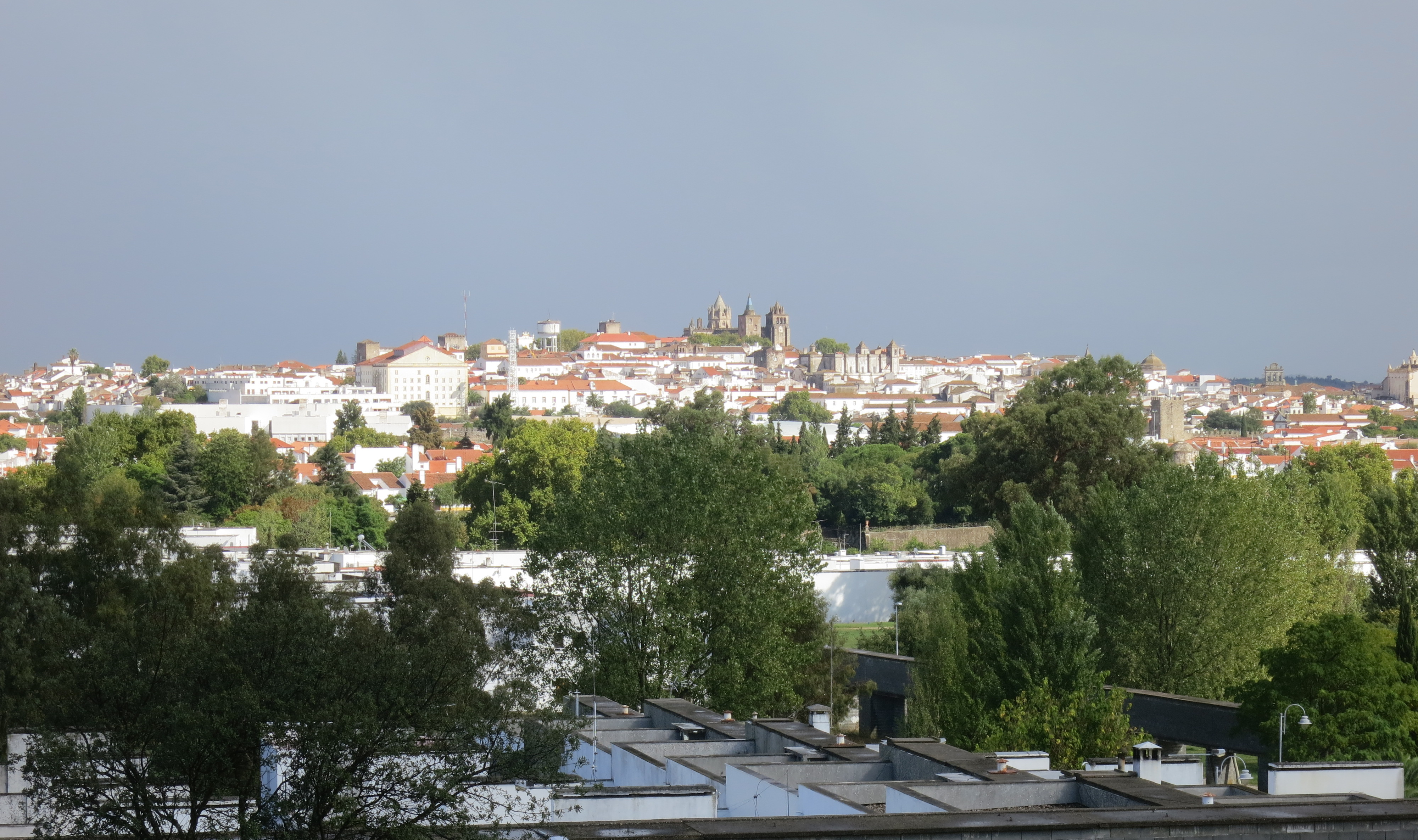
Blick auf den Stadtberg und die Altstadt von Évora.
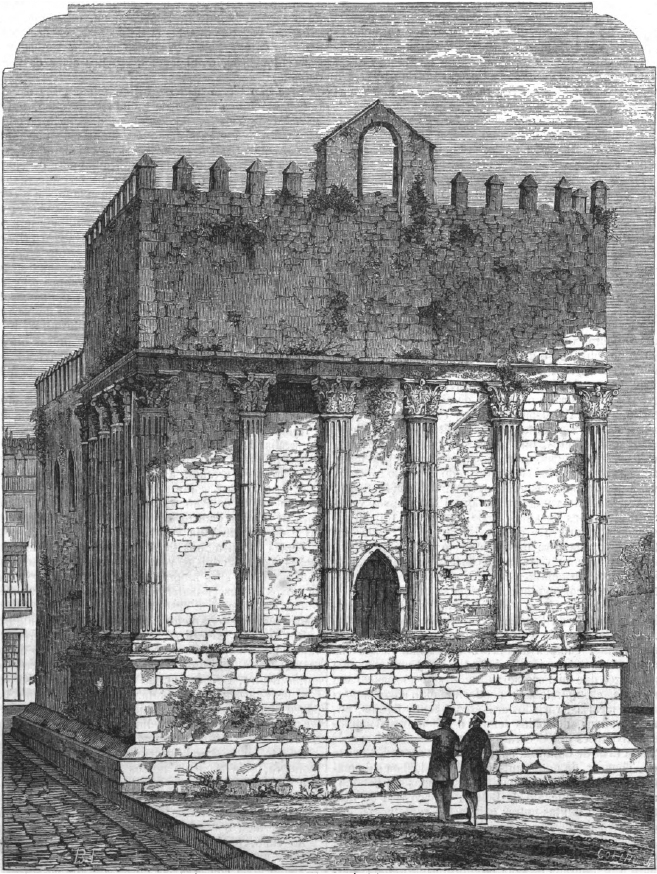
Der römische Tempel vor dem Rückbau auf die antike Bausubstanz 1873.